# Poian (gmina)
Poian – gmina w Rumunii, w okręgu Covasna. Obejmuje miejscowości Belani i Poian. W 2011 roku liczyła 1768 mieszkańców.